# Pishaj
Pishaj es una localidad albanesa del condado de Elbasan. Se encuentra situada en el centro del país y desde 2015 está constituida como una unidad administrativa del municipio de Gramsh. A finales de 2011, el territorio de la actual unidad administrativa tenía 4906 habitantes.
La unidad administrativa incluye los pueblos de Cerunjë, Çekin, Cingar i Sipërm, Cingar i Poshtëm, Drizë, Fshat-Gramsh, Galigat, Gjergjovinë, Gurrëz, Koçaj, Kotorr, Liras, Ostenth, Pishaj, Qerret, Shëmrizë, Strorë, Tervol, Trashovicë y Vinë.
Se ubica en la periferia septentrional de Gramsh, a orillas del río Devoll. El territorio de la unidad administrativa rodea al de la capital municipal.